# UCID

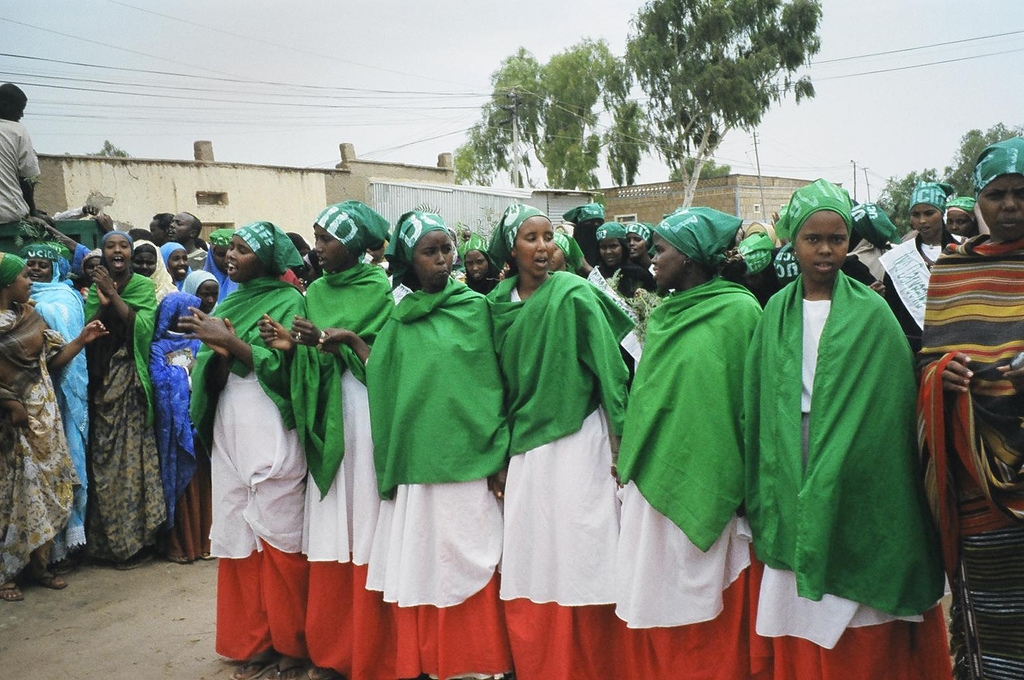
Unterstützerinnen der UCID, gekleidet in den Farben der Flagge Somalilands, an einer Kundgebung im Vorfeld der Parlamentswahlen 2005

Die Gerechtigkeits- und Wohlfahrts-Partei (Somali Ururka Caddaalada iyo Daryeelka, abgekürzt UCID; englisch Justice and Welfare Party oder auch For Justice and Development, „Für Gerechtigkeit und Entwicklung“; anderen Angaben zufolge Ururka Cadaaladda iyo Dimoqraadiga, „Gerechtigkeits- und Demokratie-Partei“) ist die 2001 in Hargeysa gegründete zweitgrößte oppositionelle politische Partei im international nicht anerkannten Somaliland.

## Ausrichtung
Von den drei Parteien Somalilands wurde die UCID am ehesten gegründet, um ein bestimmtes politisches Programm zu vertreten. Sie setzt sich für die Idee der liberalen Demokratie sowie für die Errichtung eines Wohlfahrtsstaates nach westlichem Vorbild ein. Viele Parteikader stammen aus der somaliländischen Diaspora insbesondere aus Skandinavien. Ihr Erfolg ist bei städtischen Wählern am größten, vor allem in der Hauptstadt Hargeysa, zudem in der Region Saaxil mit der Hafenstadt Berbera.
Wie die anderen Parteien ist Kulmiye clanpolitisch neutral und hat Mitglieder und Anhänger aus allen Clans. Anfangs hatte sie ihre Unterstützungsbasis vor allem in der Region Woqooyi Galbeed im Eidagalla-Unterclan der Isaaq, dem der Parteivorsitzende Faysal Ali Warabe angehört. 2005 wählte aber auch ein großer Teil der Habar-Yunis-Isaaq die UCID anstelle der Regierungspartei UDUB.
Die UCID ist Beobachter bei der Sozialistischen Internationale.

## Wahlergebnisse
Bei den Lokalwahlen 2002 erhielt die UCID 11,24 % der Stimmen. Somit gehörte sie zu den drei wählerstärksten Parteien, welche dauerhaft zugelassen wurden, allerdings lag sie nur um rund 1.500 Stimmen vor der viertstärksten SAHAN (Somaliländische Allianz für Islamische Demokratie).
Bei den Präsidentschaftswahlen 2003 kam ihr Kandidat Faysal Ali Warabe auf 15,85 % Stimmenanteil. Bei den Parlamentswahlen 2005 legte die UCID auf 26,9 % der Stimmen zu und erreichte damit 21 von 82 Sitzen. Sie bildete mit der anderen Oppositionspartei Kulmiye eine Koalition, die über eine Mehrheit von 49 Sitzen verfügt.
In den Präsidentschaftswahlen 2010 erhielt Warabe rund 17 % der Stimmen.